# Торт-Кудук
Торт-Куду́к (каз. Төрт Құдық) — село у складі Екібастузької міської адміністрації Павлодарської області Казахстану. Адміністративний центр Торт-Кудуцького сільського округу.
Населення — 268 осіб (2021; 735 у 2009, 1109 у 1999, 1519 у 1989).
Станом на 1989 рік село мало статус селища міського типу, до 2006 року — селища.